# Marguerite Donlon
Marguerite Donlon (nacida el 31 de mayo de 1966) es una bailarina, una coreógrafa y una directora del ballet.

## Premios y reconocimientos
- 2007 "Prix Benois" (“Giselle: Reloaded”)
- 2007 “Der Faust” (“Romeo und Julia”)
- 2007 "Saarländischer Verdienstorden“

## Creaciones
| - 1999: Patch of Grass - 2000: Different Directions - 2001: We Three Sheep - 2002: BeBob - 2002: How fast you want! - 2002: Somewhere Between Remembering and Forgetting - 2002: Move - 2002: Taboo or not - 2003: Chocolate (bittersweet) - 2003: Carmen privat - 2003: Poetic Licence - 2004: Blind Date - 2004: Zettels Sommernachts Traum - 2005: Strokes Through The Tail - 2005: Tanz mir das Lied vom Tod - 2005: Die Schachtel - 2005: Eros - Life Instinct | - 2005: Erinnerung an...eine Zukunft - 2005: On Top - 2006: CRASH - 2006: Schatten - 2006: Die roten Schuhe - 2006: Words and Music (And Silence) - 2006: Giselle: Reloaded - 2007: Romeo und Julia - 2007: Seed - 2008: Der Nussknacker - 2008: Splash! - 2008: Sound Moves - 2008: Le sacre du printemps - 2009: Schwanensee – aufgetaucht - 2009: Casa Azul - Inspired by Frida Kahlo - 2010: Footprints - 2010: Buster Keaton in Silent Mov(i)e |